# SSV Bozen 2022-2023

## Giocatori
| N° | Naz.                            | Ruolo | Sportivo              | Anno |  |  |
| -- | ------------------------------- | ----- | --------------------- | ---- |  |  |
| 1  | Brasile (bandiera)              | P     | Pedro Hermones        | 1993 |  |  |
| 16 | Italia (bandiera)               | P     | Raphael Rottensteiner | 2003 |  |  |
| 3  | Italia (bandiera)               | A     | Leonardo Trevisiol    | 2005 |  |  |
| 5  | Italia (bandiera)               | T     | Marco Fantinato       | 1998 |  |  |
| 7  | Italia (bandiera)               | T     | Jonas Walcher         | 2002 |  |  |
| 13 | Cile (bandiera)                 | A     | Francisco Ahumada     | 2001 |  |  |
| 15 | Italia (bandiera)               | A     | Jonas Rossignoli      | 2002 |  |  |
| 18 | Italia (bandiera)               | T     | Alexander Hodges      | 2006 |  |  |
| 19 | Italia (bandiera)               | T     | Luiz Felipe Gaeta     | 1982 |  |  |
| 21 | Italia (bandiera)               | T     | Jonas Gasser          | 2006 |  |  |
| 22 | Croazia (bandiera)              | T     | Erik Udovičić         | 1995 |  |  |
| 23 | Italia (bandiera)               | T     | Dean Turković         | 1987 |  |  |
| 24 | Slovenia (bandiera)             | A     | Tim Topolovec         | 1995 |  |  |
| 25 | Italia (bandiera)               | T     | Tommy Wiederhofer     | 2005 |  |  |
| 29 | Italia (bandiera)               | PV    | Andrea Bašić          | 1985 |  |  |
| 34 | Italia (bandiera)               | PV    | Zoe Mizzoni           | 1994 |  |  |
| 41 | Italia (bandiera)               | PV    | Francesco Scianamé    | 2004 |  |  |
| 99 | Bosnia ed Erzegovina (bandiera) | T     | Marko Pandžić         | 1994 |  |  |

## Staff tecnico
- Mario Šporčić - Allenatore
- Jürgen Blaas  - Allenatore in seconda
- Hansi Dalvai  - Collaboratore tecnico
- Andrea Menini - Preparatore dei portieri
- Günther Oberhöller - Massofisioterapista